# Lom, Šentandraž v Labotski dolini
Lom (nemško Lamm) je naselje v Občini Šentandraž v Labotski dolini v Okraju Volšperk na Koroškem v Avstriji.